# Complesso animale-industriale

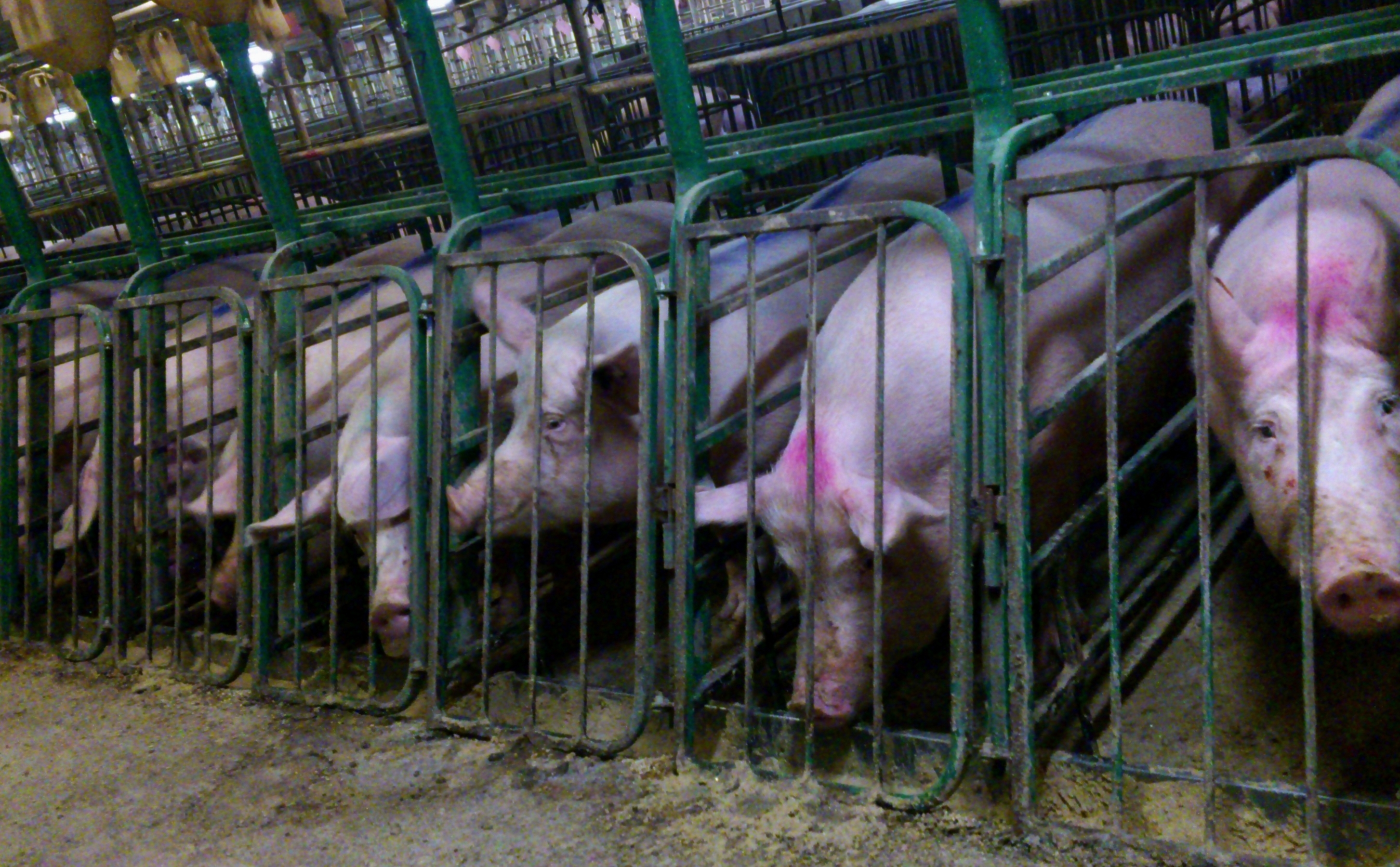
Maiali rinchiusi in gabbie di gestazione, che studiosi come Barbara Noske affermano facciano parte del complesso animale-industriale. Secondo Noske, gli animali "sono diventati semplici appendici di computer e macchine".

Il complesso animale-industriale (AIC - Animal–industrial complex) è un concetto utilizzato da attivisti e studiosi per descrivere quello che sostengono essere lo sfruttamento sistematico e istituzionalizzato degli animali. Include ogni attività economica che coinvolge gli animali, come l'industria alimentare (ad esempio, carne, latticini, pollame, apicoltura), la sperimentazione animale (ad esempio, accademica, industriale, animali nello spazio), la medicina (ad esempio, bile e altri prodotti animali), l'abbigliamento (ad esempio, pelle, seta, lana, pelliccia), il lavoro e il trasporto (ad esempio, animali da lavoro, animali in guerra, animali telecomandati), il turismo e l'intrattenimento (ad esempio, circo, zoo, sport sanguinari, caccia ai trofei, animali tenuti in cattività), l'allevamento selettivo (ad esempio, industria degli animali domestici, inseminazione artificiale) e così via. I sostenitori del termine affermano che le attività descritte dal termine differiscono dai singoli atti di crudeltà sugli animali in quanto costituiscono lo sfruttamento animale istituzionalizzato.

## Definizioni
L'espressione complesso animale-industriale è stata coniata dall'antropologa culturale e filosofa olandese Barbara Noske nel suo libro del 1989 Humans and Other Animals, affermando che gli animali "sono diventati semplici appendici di computer e macchine". L'espressione collega le pratiche, le organizzazioni e l'industria complessiva che trasforma gli animali in cibo e altre merci al complesso militare-industriale.
Richard Twine in seguito perfezionò il concetto, considerandolo come "un insieme di reti e relazioni parzialmente opache e multiple tra il settore aziendale (agricolo), i governi e la scienza pubblica e privata. Con dimensioni economiche, culturali, sociali e affettive, comprende un'ampia gamma di pratiche, tecnologie, immagini, identità e mercati". Twine discute anche la sovrapposizione tra l'AIC e altri complessi industriali, come il complesso carcerario-industriale, il complesso dell'intrattenimento-industriale e il complesso farmaceutico-industriale. Il sociologo David Nibert definisce il complesso animale-industriale come "una rete enorme che include produttori di grano, allevamenti, macelli e aziende di confezionamento, fast food e catene di ristoranti e lo stato", che sostiene "abbia radici profonde nella storia del mondo".
L'AIC si riferisce essenzialmente alla tripla elica di sistemi influenti e potenti che controllano i sistemi di conoscenza sulla produzione di carne, vale a dire, il governo, la sfera aziendale e il mondo accademico.

## Origine e proprietà
Sebbene l'origine del complesso animale-industriale possa essere fatta risalire all'epoca in cui iniziò la domesticazione degli animali, fu solo dal 1945 che il complesso cominciò a crescere in modo significativo sotto il capitalismo contemporaneo. Kim Stallwood sostiene che il complesso animale-industriale è "parte integrante dell'ordine neoliberista e transnazionale di crescente privatizzazione e di riduzione dell'intervento governativo, favorendo le corporazioni transnazionali e il capitale globale". Secondo Stallwood, due pietre miliari segnano il cambiamento negli atteggiamenti umani verso gli animali che diedero potere al complesso animale-industriale, vale a dire Chicago e i suoi recinti per il bestiame e macelli dal 1865 e gli sviluppi del secondo dopoguerra come gli allevamenti intensivi, la pesca industriale e lo xenotrapianto. Secondo Nibert, i mattatoi di Chicago erano importanti potenze economiche all'inizio del XX secolo ed erano "famosi per l'uccisione e lo smontaggio crudeli e rapidi di un numero enorme di animali". Per chiarire il complesso animale-industriale, Stallwood cita il romanzo del 1906 di Upton Sinclair The Jungle, che descrive esplicitamente il maltrattamento degli animali durante la loro vita fino al momento in cui finiscono al macello. Cita anche Eternal Treblinka di Charles Patterson, che paragona il trattamento degli animali all'Olocausto e spiega come il disosso degli animali nei mattatoi abbia ispirato l'assemblaggio di automobili nelle fabbriche da parte di Henry Ford e come abbia ulteriormente influenzato la Germania nazista nella costruzione di campi di concentramento e camere a gas. 

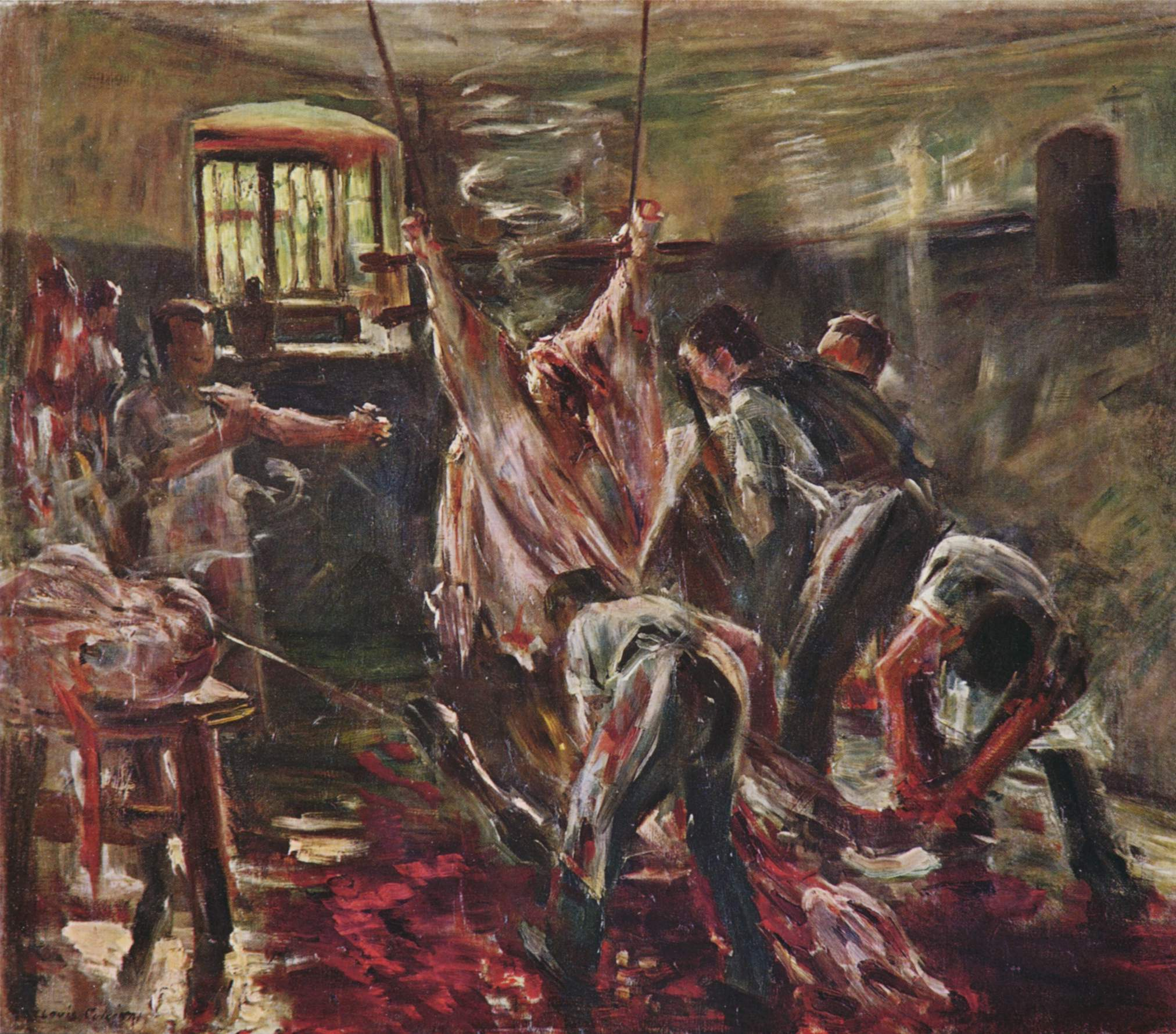
Nel mattatoio, Lovis Corinth, 1893

Secondo Stallwood, il complesso animale-industriale alleva miliardi di animali per realizzare prodotti e servizi destinati al consumo umano, e tutti questi animali sono considerati proprietà legale di tale complesso. Si dice che il complesso animale-industriale abbia trasformato la relazione già confusa tra animali umani e non umani, aumentando significativamente il consumo e minacciando la sopravvivenza umana, e la natura pervasiva del complesso è tale da sfuggire all'attenzione.

Nibert sostiene che, sebbene abbia le sue origini nell'uso degli animali durante la creazione di società agricole, il complesso animale-industriale è in ultima analisi "una prevedibile e insidiosa conseguenza del sistema capitalista con la sua inclinazione all'espansione continua". Secondo Nibert, questo complesso è così distruttivo nella sua ricerca di risorse come terra e acqua per allevare tutti questi animali come fonte di profitto che giustifica paragoni con Attila. Mentre la popolazione umana cresce fino a una stima di 9 miliardi entro la metà del secolo, si prevede che la produzione di carne aumenterà del 40%. Nibert afferma inoltre,
La profonda svalutazione culturale degli altri animali che consente la violenza che sta alla base del complesso industriale animale è prodotta da una socializzazione specista di vasta portata. Ad esempio, il sistema di istruzione primaria e secondaria sotto il sistema capitalista indottrina ampiamente i giovani nelle credenze e nei valori sociali dominanti, tra cui una grande quantità di ideologia procapitalista e specista. Lo status svalutato degli altri animali è profondamente radicato; gli animali appaiono nelle scuole semplicemente come "animali domestici" in gabbia, come soggetti di dissezione e vivisezione e come pranzo. In televisione e nei film, l'indegnità degli altri animali è dimostrata dalla loro virtuale invisibilità; quando appaiono, generalmente vengono emarginati, vilipesi o oggettificati. Non sorprende che queste e numerose altre fonti di specismo siano così ideologicamente profonde che coloro che sollevano convincenti obiezioni morali all'oppressione degli animali vengono in gran parte respinti, se non ridicolizzati. 
I collaboratori del libro del 2013 Animals and War, che collegava gli studi critici sugli animali e gli studi critici sulla pace, hanno esplorato le connessioni tra il complesso animale-industriale e il complesso militare-industriale, proponendo e analizzando l’idea di un complesso militare-animale-industriale. Lo sfruttamento degli animali, sostiene Colin Salter, non è necessario per i complessi militare-industriali, ma è un elemento fondamentale e centrale del complesso militare-industriale così come esiste realmente. Uno degli obiettivi del libro nel suo insieme era quello di sostenere l’abolizione del complesso militare-animale-industriale e di tutte le guerre.

### Relazione con lo specismo
Piers Beirne considera lo specismo come l'ancora ideologica delle reti intersecanti del complesso animale-industriale, come gli allevamenti intensivi, la vivisezione, la caccia e la pesca, gli zoo e gli acquari, il commercio di animali selvatici e così via. Amy J. Fitzgerald e Nik Taylor sostengono che il complesso animale-industriale è sia una conseguenza che una causa dello specismo, che secondo loro è una forma di discriminazione simile al razzismo o al sessismo. Sostengono inoltre che l'offuscamento delle origini animali della carne è una parte critica del complesso animale-industriale sotto i regimi capitalisti e neoliberisti. Lo specismo si traduce nella convinzione che gli esseri umani abbiano il diritto di usare animali non umani, che è così pervasiva nella società moderna.
Gli studiosi sostengono che tutti i tipi di produzione animale sono radicati nello specismo, riducendo gli animali a semplici risorse economiche. Costruito sulla produzione e la macellazione degli animali, il complesso animale-industriale è percepito come la materializzazione dell'istituzione dello specismo, con esso che diventa "un modo di produzione". Nel suo libro del 2011 Critical Theory and Animal Liberation, John Sanbonmatsu sostiene che lo specismo non è ignoranza o l'assenza di un codice morale nei confronti degli animali, ma è un modo di produzione e un sistema materiale intrecciato con il capitalismo.

## Componenti

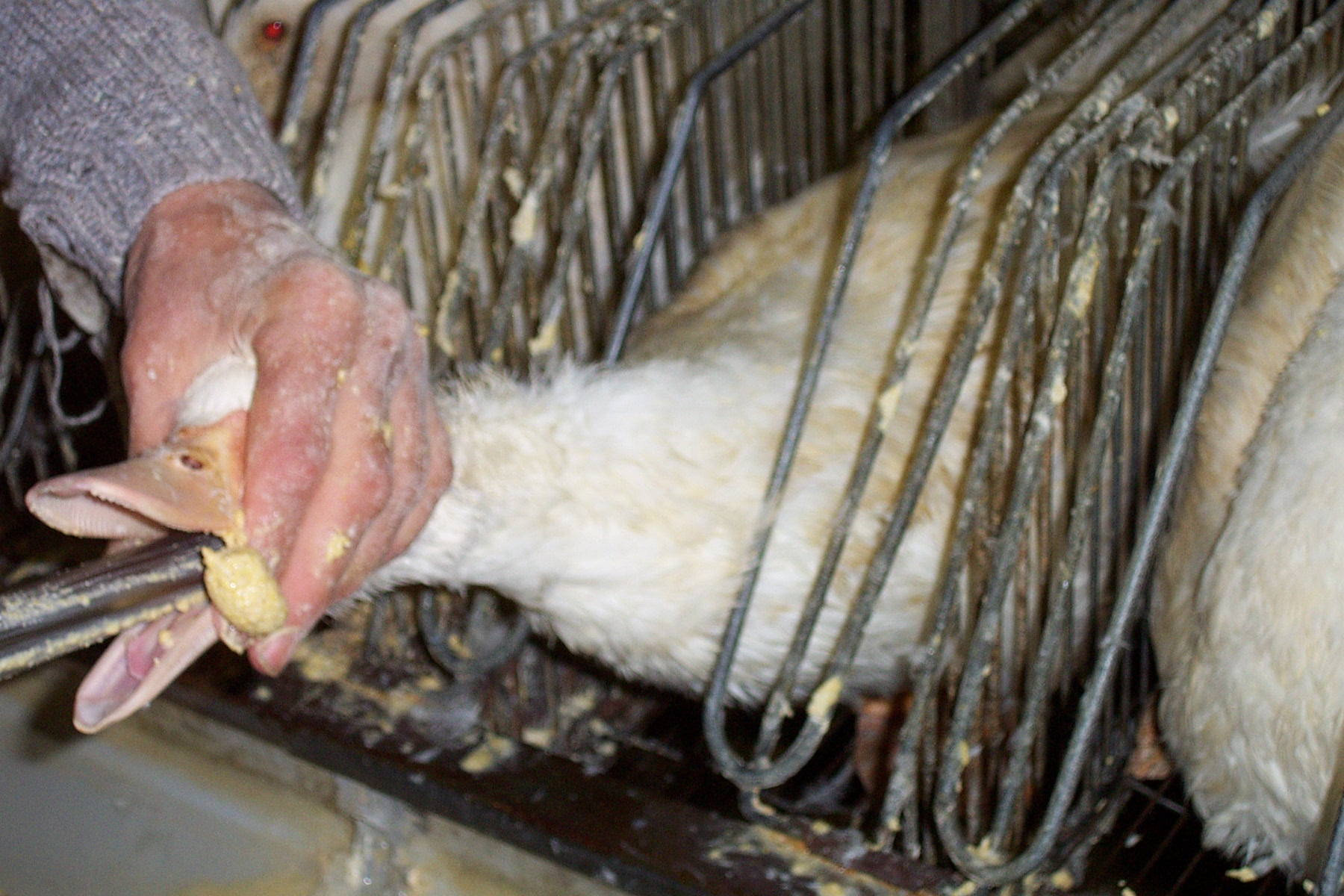
Alimentazione forzata di un'anatra mulard nella produzione di foie gras

Il complesso animale-industriale implica la mercificazione degli animali nel capitalismo contemporaneo e include ogni attività economica che coinvolge gli animali, come il cibo, la ricerca sugli animali, l’intrattenimento, la moda, la compagnia e così via, tutte considerate conseguenze dello sfruttamento degli animali. L’AIC è implicata nell’agroalimentare animale e nelle sue reti, o nel complesso agroindustriale (che comprende l’allevamento, l’industria della carne e dei latticini, gli allevamenti intensivi, il pollame, l’apicoltura, l’acquacoltura e simili), intersecando vari altri complessi industriali che implicano lo sfruttamento degli animali, come ad esempio:
- complesso farmaceutico-industriale[10][12],
- complesso medico-industriale[10][12],
- complesso vivisezione-industriale,
- complesso cosmetico-industriale,
- complesso intrattenimento-industriale[12],
- complesso accademico-industriale[10][12],
- complesso sicurezza-industria,
- complesso carcere-industria[10][12]

Il filosofo Steven Best spiega che tutti questi complessi industriali sono interconnessi e rafforzano l'AIC "sfruttando gli schiavi animali non umani" dell'AIC. Ad esempio, il complesso accademico-industriale conduce ricerche per il complesso medico-industriale sfruttando gli animali dell'AIC nelle università, nei laboratori di vivisezione militari e privati e producendo ricerche discutibili finanziate dal complesso farmaceutico-industriale per il capitale farmaceutico. Questi farmaci, che secondo Best sono oggetto di dubbia ricerca, vengono poi brevettati, immessi rapidamente sul mercato con l'aiuto della Food and Drug Administration e pubblicizzati attraverso il complesso mediatico-industriale. Best stima che ogni anno nel mondo vengano uccisi fino a 115 milioni di animali per produrre questi farmaci, che costringono le vittime umane a soccombere al complesso medico-industriale a scopo di lucro, curando solo i sintomi. Ogni dissenso da parte degli attivisti per i diritti degli animali viene criminalizzato dal complesso industriale-della sicurezza, che incarcera molti dei dissidenti nel complesso industriale-della prigione. Twine considera l’AIC come una componente significativa del più ampio sistema alimentare globale.

## Impatto

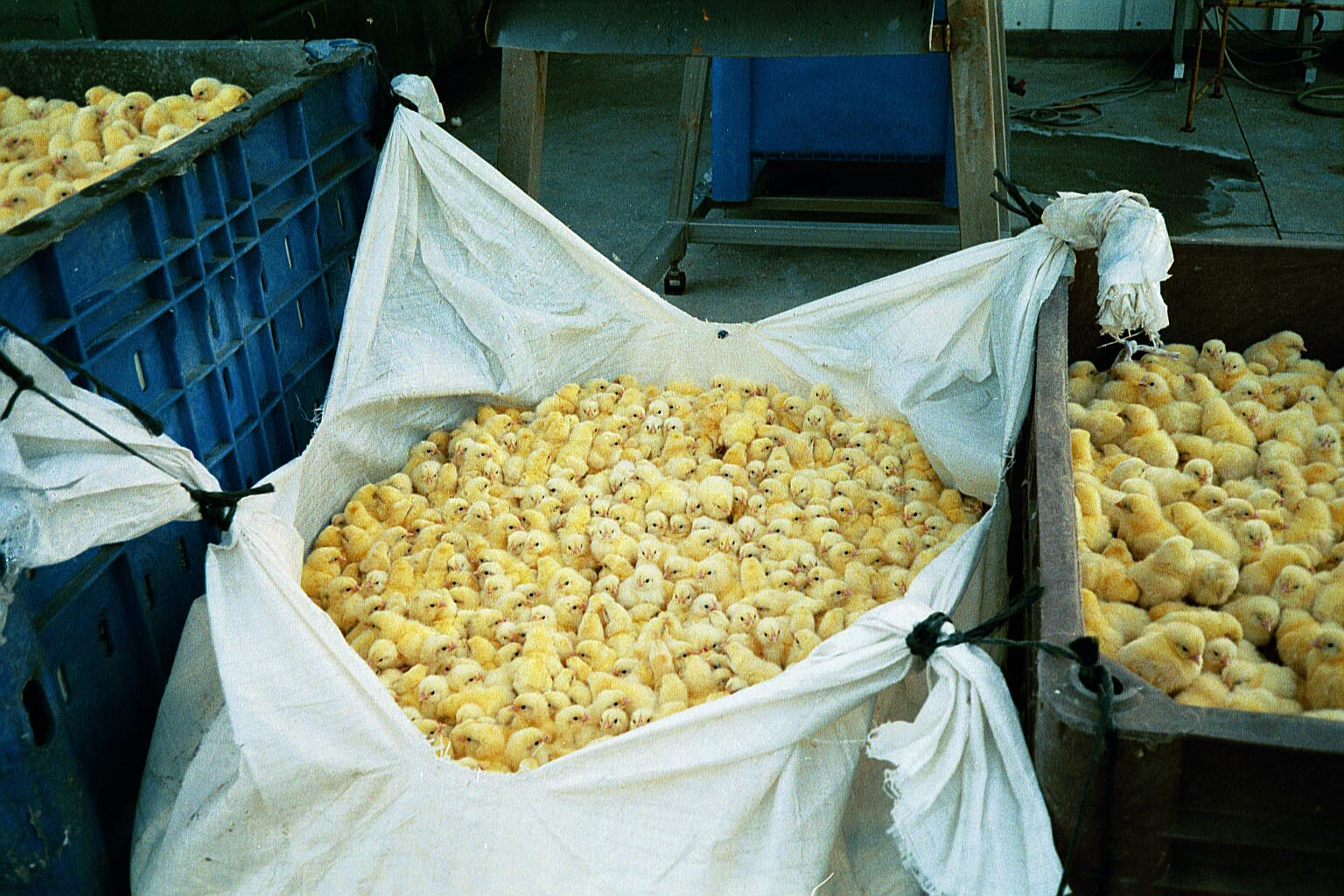
I pulcini maschi non sono necessari per l'industria, perché non cresceranno così velocemente come i pulcini delle razze da carne e perché non imporranno uova. Pertanto vengono uccisi nei metodi più economici e crudeli.

Riferendosi al complesso animale-industriale in modo intersezionale, sia Noske che Twine riconoscono l'impatto negativo del complesso sulle minoranze umane e sull'ambiente. Secondo Kathleen Stachowski, l'AIC "naturalizza l'uomo come consumatore di altri animali". L'enormità dell'AIC, secondo Stachowski, include "la sua lunga portata nelle nostre vite e quanto bene abbia svolto il suo lavoro nel normalizzare la brutalità verso gli animali la cui stessa esistenza è dimenticata". Afferma che l'industria casearia aziendale, il governo e le scuole formano la troika del complesso animale-industriale di immensa influenza, che nasconde alla vista del pubblico le violazioni dei diritti degli animali e le crudeltà che si verificano all'interno dell'industria casearia. Gli studiosi notano che mentre la teoria critica degli animali riconosce la posizione delle università come centri di produzione di conoscenza, afferma anche che l'accademia svolge un ruolo problematico di meccanismo cruciale all'interno dell'AIC.
Prendendo a prestito l'avvertimento di Dwight D. Eisenhower sul complesso militare-industriale, Stachowski afferma che il vasto e potente AIC determina cosa mangiano i bambini perché le persone non sono riuscite a "proteggersi dall'acquisizione di un'influenza ingiustificata" e che i parallelismi di Eisenhower sono sorprendentemente simili all'AIC in quanto il complesso coinvolge "la struttura stessa della nostra società" e influenza completamente le sfere economiche, politiche e persino spirituali della società. Stachowski afferma anche che la troika "sequestra" gli scolari promuovendo il latte nel curriculum di educazione alimentare K-12 e facendo loro "mangiare i prodotti della produzione animale industriale".
Una parte dell'AIC, l'agricoltura animale è stata implicata in danni ambientali tra cui il cambiamento climatico, l'acidificazione degli oceani, la perdita di biodiversità e l'uccisione di oltre 60 miliardi di animali terrestri non umani all'anno, contribuendo in ultima analisi all'estinzione dell'Olocene, l'unica antropogenica di tutte le estinzioni di massa nella storia del pianeta. Questo numero esclude gli animali acquatici uccisi per uso alimentare e non alimentare, che ammontano a circa 103,6 miliardi all'anno, e anche i pulcini maschi uccisi nell'industria delle uova, gli animali marini uccisi come catture accessorie e cani e gatti mangiati in Asia. In totale, circa 166-200 miliardi di animali terrestri e acquatici vengono uccisi ogni anno per fornire agli esseri umani prodotti animali da consumare, che alcuni vegani e attivisti per i diritti degli animali, tra cui Steven Best e il giornalista Chris Hedges, hanno descritto come un "olocausto animale". Solo negli Stati Uniti, oltre 20 milioni di animali da fattoria muoiono ogni anno durante il trasporto verso i macelli. L’uso estensivo di terra e altre risorse per la produzione di carne al posto dei cereali destinati al consumo umano è una delle principali cause di malnutrizione, fame e carestia in tutto il mondo. Secondo i biologi della conservazione Rodolfo Dirzo, Gerardo Ceballos e Paul R. Ehrlich, per ridurre il consumo di carne, che può “tradursi non solo in meno calore, ma anche in più spazio per la biodiversità", il “massiccio monopolio planetario della produzione industriale di carne… deve essere frenato”. Insistono sul fatto che ciò può essere fatto rispettando le tradizioni culturali dei popoli indigeni, per i quali la carne è un’importante fonte di proteine. 

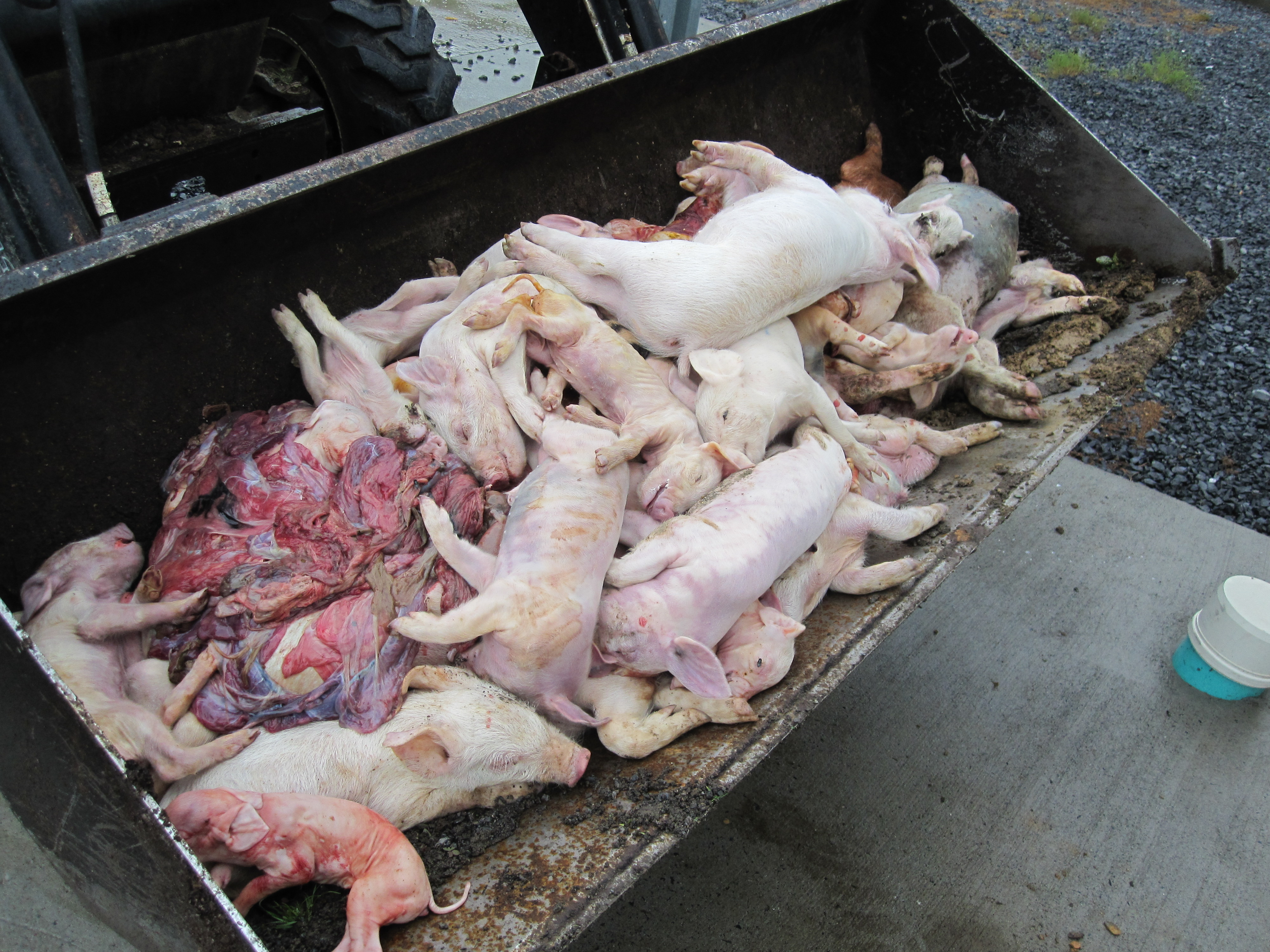
Suini neonati morti in un allevamento di maiali

La ricerca sugli animali e la vivisezione, un'altra componente dell'AIC, sono responsabili dell'immensa sofferenza di centinaia di milioni di animali non umani ogni anno e della morte di almeno 115 milioni di animali. Mentre il pubblico è sempre più consapevole di questo, principalmente a causa della difesa degli animali, delle testimonianze degli scienziati e delle crescenti prove dirette, l'AIC fa pressioni contro la regolamentazione del benessere degli animali e l'attivismo per i diritti degli animali.
Gli studiosi sostengono che il complesso animale-industriale è anche responsabile della diffusione di malattie dagli animali agli esseri umani come la diffusione dell’encefalopatia spongiforme bovina (mucca pazza) dovuta al consumo di carne di manzo, e la pandemia di COVID-19, la cui origine può essere fatta risalire ai mercati umidi in Cina. Secondo Charlotte Blattner e altri, la crisi del COVID-19 ha rivelato l’AIC come “un vasto e inarrestabile macchinario”. Carol J. Adams considera le risposte a tali crisi come rappresentative di "una ricerca di soluzioni antropocentriche a un problema antropocentrico" - vale a dire, migliorare la fornitura di carne piuttosto che esaminare la pratica del consumo di essa - e sottolinea un esame più attento del problema e un possibile rifiuto del consumo di carne.

### Mercificazione degli animali non umani
Uno degli impatti principali del complesso animale-industriale è la mercificazione degli animali non umani. Nel libro Education for Total Liberation, Meneka Repka cita Barbara Noski che afferma che la mercificazione degli animali non umani nei sistemi alimentari è direttamente collegata ai sistemi capitalistici che danno priorità agli "interessi finanziari monopolistici" rispetto al benessere degli umani, dei non umani e dell'ambiente. Richard Twine sostiene ulteriormente questo affermando che "le influenze aziendali hanno avuto un interesse diretto attraverso il marketing, la pubblicità e la manipolazione del sapore nel costruire il consumo di prodotti animali come un piacere materiale sensuale".
Scrivendo dell'importazione di animali selvatici in Francia nel XVIII secolo, la storica Louise Robbins scrive che una "biografia culturale delle cose" mostrerebbe gli animali "scivolare dentro e fuori dallo status di merce e assumere valori diversi per persone diverse" mentre si fanno strada dalle loro case alle strade di Parigi. La sociologa Rhoda Wilkie ha utilizzato il termine "merce senziente" per descrivere questa visione di come la concezione degli animali come merci possa cambiare a seconda che un essere umano formi una relazione con loro. Le geografe Rosemary-Claire Collard e Jessica Dempsey usano il termine "merci vive".
Lo scienziato politico Sami Torssonen sostiene che il benessere degli animali è stato mercificato a partire dagli anni Novanta a causa della preoccupazione pubblica per gli animali. "I prodotti per il benessere scientificamente certificati", che Torssonen chiama "sellfare", sono "producibili e vendibili in vari punti della catena delle merci", soggetti alla concorrenza come qualsiasi altra merce. Lo scienziato sociale Jacy Reese Anthis sostiene che, sebbene non vi sia alcun diritto immanente per gli animali o gli esseri umani a non essere mercificati, vi sono forti ragioni pratiche per opporsi a qualsiasi mercificazione degli animali, non solo a quella crudele o atroce.

### Sfruttamento degli esseri umani
Gli studiosi affermano che nel corso della storia l'oppressione degli animali sfruttati ha sostenuto l'oppressione e lo sfruttamento degli esseri umani, e viceversa. Il cambiamento risultante da una forma di controllo del potere statale a un'altra, come la sostituzione della vecchia aristocrazia con il capitalismo emergente, è stato "tanto violento e oppressivo" quanto il primo. L'espansione capitalista guidata dal profitto sostenuta dallo stato, ad esempio, è stata responsabile dell'uccisione e dello spostamento dei popoli indigeni e degli animali del Nord America. La creazione di attività di allevamento ha portato a intrusioni nelle terre dei nativi americani e allo spostamento violento delle persone in esse per ospitare il crescente numero di animali oppressi, il che a sua volta ha portato alla creazione di attività di macellazione. Questi mattatoi sono cresciuti sfruttando una forza lavoro vulnerabile, principalmente immigrati, che erano denutriti, oberati di lavoro, mal alloggiati e spesso malati, a causa della natura "macabra" del lavoro come risultato della "carneficina in stile catena di montaggio" aggravata dagli "strilli assordanti, muggiti e belati di animali terrorizzati" che venivano macellati. A partire dagli anni '80, grandi aziende alimentari tra cui Cargill, Conagra Brands e Tyson Foods hanno spostato la maggior parte delle operazioni di macellazione nelle aree rurali degli Stati Uniti meridionali che erano più ostili agli sforzi di sindacalizzazione. Nell'Amazzonia brasiliana, circa 25.000 persone lavorano come schiavi virtuali per gli allevatori di bestiame.
Nel suo libro, Noske discute la questione dei rischi per la salute dei lavoratori umani nei macelli. Amy J. Fitzgerald sottolinea che i detenuti negli Stati Uniti e in Canada vengono impiegati come fonte di manodopera a basso costo nella macellazione e nella lavorazione degli animali, cosa che studiosi come Robert R. Higgins considerano "razzismo ambientale" in cui animali e umani animalizzati sono simbolicamente accoppiati, e come una giustificazione economica per la perpetuazione di una specifica popolazione carceraria. Secondo Fitzgerald, ciò suggerisce una tendenza alla brutalizzazione psicosociale in tale lavoro, che a sua volta mette a repentaglio la riabilitazione dei detenuti.

#### Effetti negativi sui lavoratori
I lavoratori dei macelli americani hanno tre volte più probabilità di subire gravi lesioni rispetto al lavoratore americano medio. NPR riporta che i lavoratori dei macelli di suini e bovini hanno quasi sette volte più probabilità di subire lesioni da sforzo ripetitivo rispetto alla media. The Guardian riporta che in media ci sono due amputazioni a settimana che coinvolgono i lavoratori dei macelli negli Stati Uniti. In media, un dipendente della Tyson Foods, il più grande produttore di carne in America, si infortuna e amputa un dito o un arto al mese. Il Bureau of Investigative Journalism ha riferito che in un periodo di sei anni, nel Regno Unito 78 lavoratori dei macelli hanno perso dita, parti di dita o arti, più di 800 lavoratori hanno riportato gravi ferite e almeno 4.500 hanno dovuto prendersi più di tre giorni di ferie dopo gli incidenti. In uno studio del 2018 pubblicato sull'Italian Journal of Food Safety, ai lavoratori dei macelli viene chiesto di indossare protezioni acustiche per proteggere l'udito dalle urla costanti degli animali che vengono uccisi. Uno studio del 2004 pubblicato sul Journal of Occupational and Environmental Medicine ha rilevato che “sono stati osservati rischi eccessivi di mortalità per tutte le cause, per tutti i tumori e per il cancro ai polmoni” nei lavoratori impiegati nell’industria di lavorazione della carne in Nuova Zelanda. 
La cosa peggiore, peggio del pericolo fisico, è il prezzo emotivo. Se lavori nella stick pit [dove vengono uccisi i maiali] per un qualsiasi periodo di tempo, questo ti consente di uccidere le cose ma non ti fa preoccupare. Potresti guardare negli occhi un maiale che cammina nella fossa del sangue con te e pensare: "Dio, non è poi così male come animale". Potresti volerlo accarezzare. I maiali sul pavimento della macellazione sono venuti a strofinarsi su di me come cuccioli. Due minuti dopo ho dovuto ucciderli, picchiarli a morte con un tubo. Non me ne importa. — Gail A. Eisnitz
L'atto di macellare animali, o di allevare o trasportare animali per la macellazione, può generare stress psicologico o traumi nelle persone coinvolte. Uno studio del 2016 su Organization indica che "le analisi di regressione dei dati di 10.605 lavoratori danesi in 44 occupazioni suggeriscono che i lavoratori dei macelli sperimentano costantemente un benessere fisico e psicologico inferiore insieme a un'incidenza maggiore di comportamenti di adattamento negativi". Uno studio del 2009 della criminologa Amy Fitzgerald indica che "l'occupazione nei macelli aumenta i tassi di arresto totali, gli arresti per crimini violenti, gli arresti per stupro e gli arresti per altri reati sessuali rispetto ad altri settori". Come spiegano gli autori del PTSD Journal, "Questi dipendenti vengono assunti per uccidere animali, come maiali e mucche, che sono creature in gran parte gentili. Per portare a termine questa azione, i lavoratori devono disconnettersi da ciò che stanno facendo e dalla creatura che hanno di fronte. Questa dissonanza emotiva può portare a conseguenze come violenza domestica, isolamento sociale, ansia, abuso di droga e alcol e PTSD".
Negli Stati Uniti, i macelli impiegano e sfruttano comunemente lavoratori minorenni e immigrati clandestini. Nel 2010, Human Rights Watch ha descritto il lavoro nei macelli negli Stati Uniti come un crimine contro i diritti umani. In un rapporto di Oxfam America, è stato osservato che ai lavoratori dei macelli non venivano concesse pause, spesso era loro richiesto di indossare pannolini e venivano pagati al di sotto del salario minimo.